# Panorpa teziutlana
Panorpa teziutlana is een insect uit de orde van de schorpioenvliegen (Mecoptera), familie van de schorpioenvliegen (Panorpidae). De wetenschappelijke naam van de soort is voor het eerst geldig gepubliceerd door Byers in 2011.
De soort komt voor in Mexico (Puebla).